# Kento Takakubo
Kento Takakubo (japanisch 高窪 健人 Takakubo Kento; * 17. Juli 1998 in der Präfektur Saitama) ist ein japanischer Fußballspieler.

## Karriere
Kento Takakubo erlernte das Fußballspielen in den Jugendmannschaften von PFP cume und Shibanaka Kawaguchi, in der Schulmannschaft der Urawa Minami High School sowie in der Universitätsmannschaft der Chūō-Universität. Seinen ersten Profivertrag unterschrieb er am 1. Februar 2021 beim AC Nagano Parceiro. Der Verein aus Nagano, einer Stadt in der gleichnamigen Präfektur Nagano, spielte in der dritten japanischen Liga, der J3 League. Sein Drittligadebüt gab Kento Takakubo am 14. März 2021 im Auswärtsspiel gegen Kamatamare Sanuki. Hier stand er in der Startelf und wurde in der 62. Minute gegen Tsubasa Sano ausgewechselt. Ende Mai 2022 wechselte er auf Leihbasis zum unterklassigen Verein FC Tokushima. Für den Klub aus Yoshinogawa absolvierte vier Spiele in der Shikoku Soccer League. Nach der Ausleihe kehrte er im Januar 2023 zu Nagano zurück.